# Uroczysko Lubniewsko
Zespół przyrodniczo-krajobrazowy „Uroczysko Lubniewsko” jest położony w gminie Lubniewice oraz częściowo na terenie gminy Sulęcin. Całkowita powierzchnia obejmuje 1436,90 ha, na co składają się lasy i grunty leśne oraz jezioro Lubniewsko, które stanowi około 17% powierzchni „Uroczyska”. Zespół został utworzony w 1993 r. w celu zachowania w stanie naturalnym jeziora Lubniewsko, jego skarp nadbrzeżnych oraz otaczających je lasów.
Na terenie Zespołu wznosi się wczesnośredniowieczne grodzisko słowiańskie z VII w. – z budowli ziemno-drewnianej dobrze zachowała się oryginalna część ziemna.

Uroczysko Lubniewsko – krajobrazy
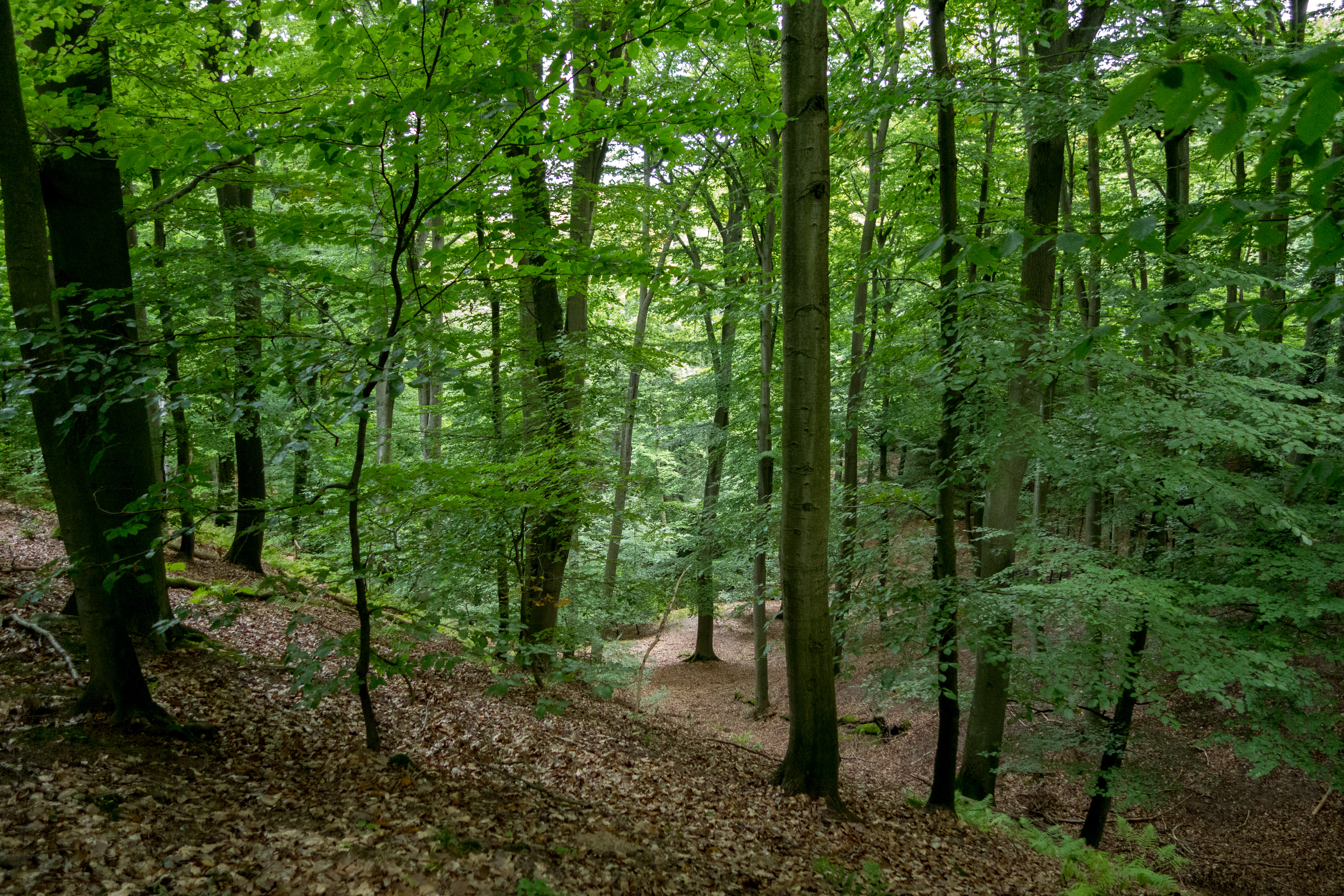
Jeden z malowniczych wąwozów
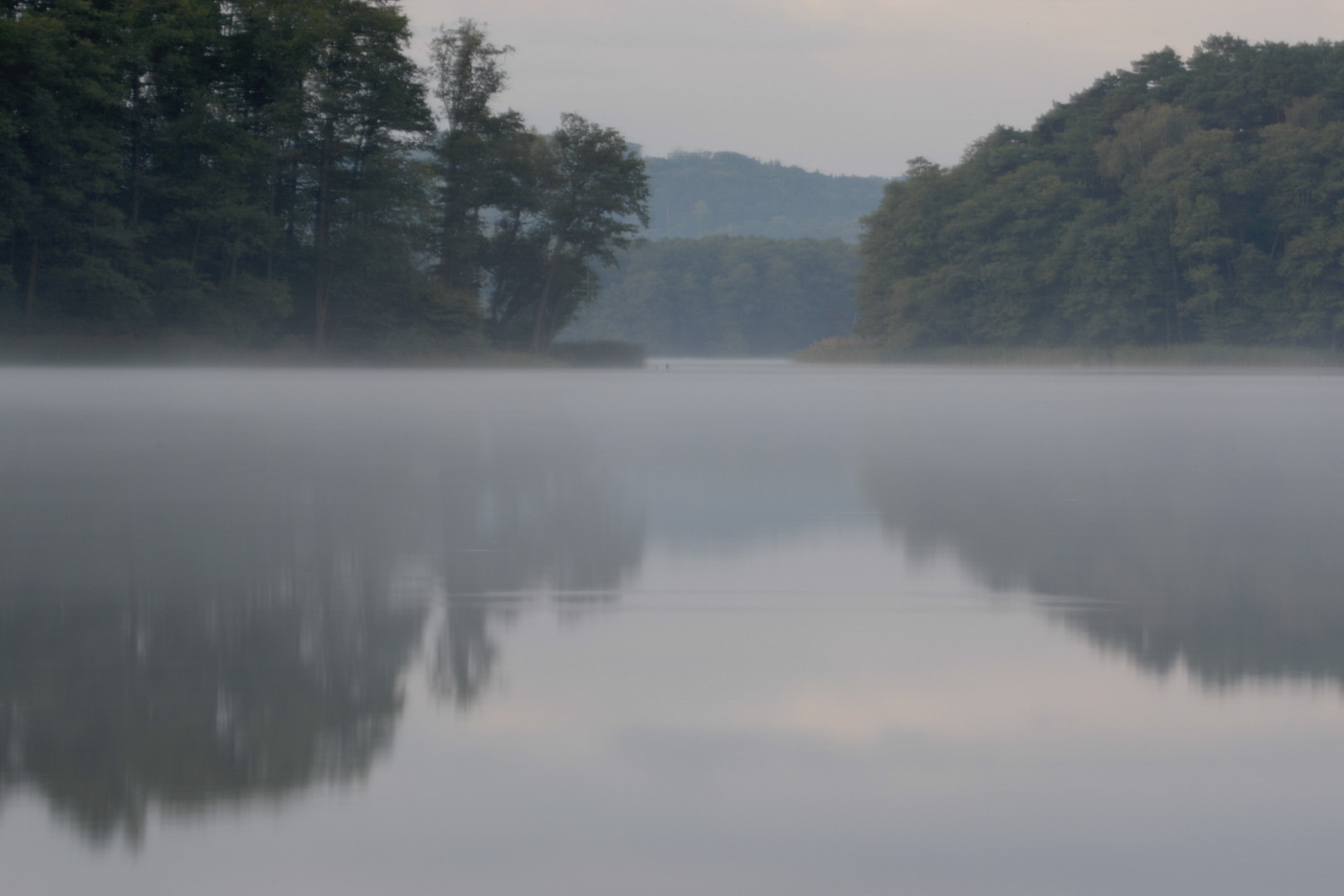
Jezioro Lubniewsko
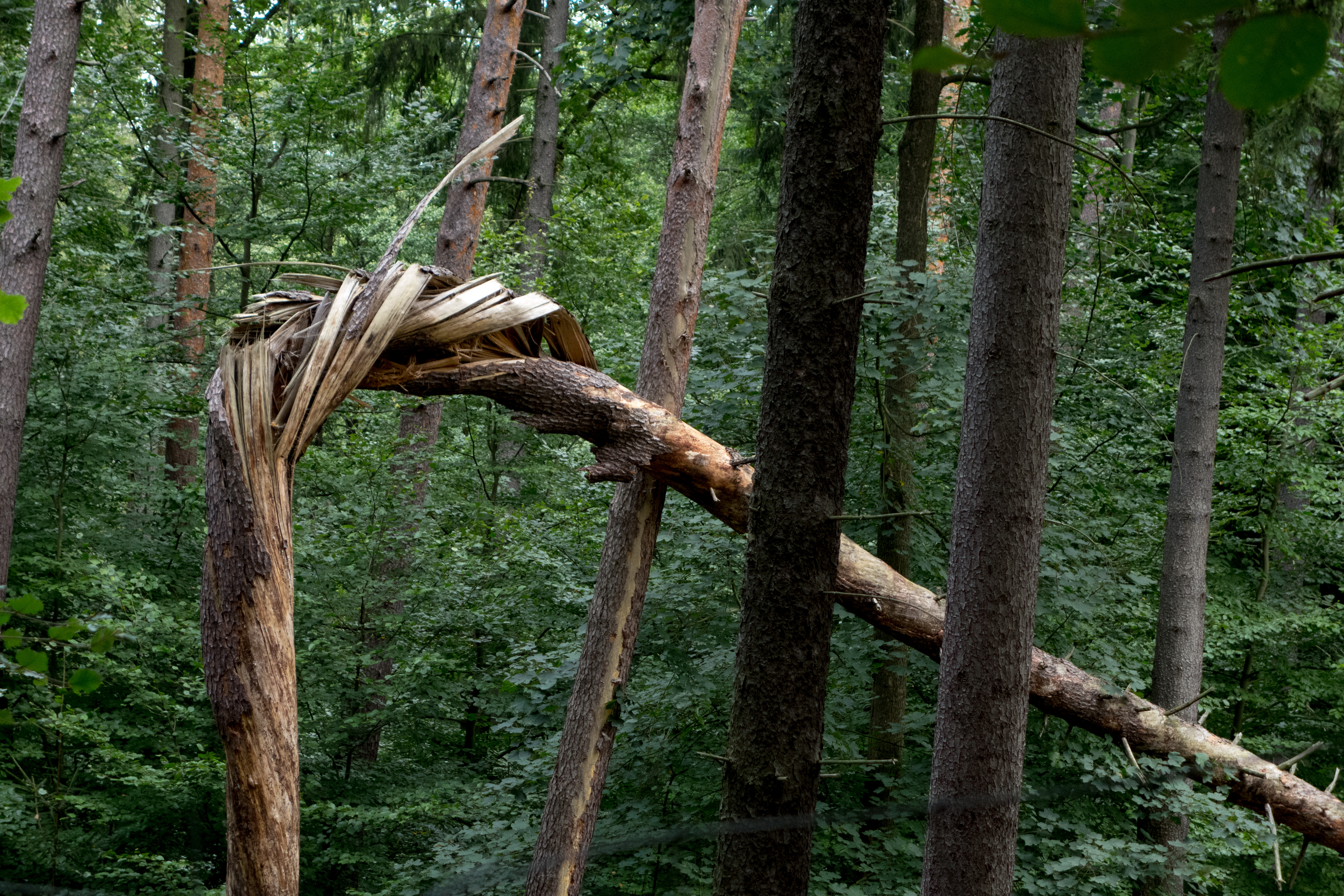
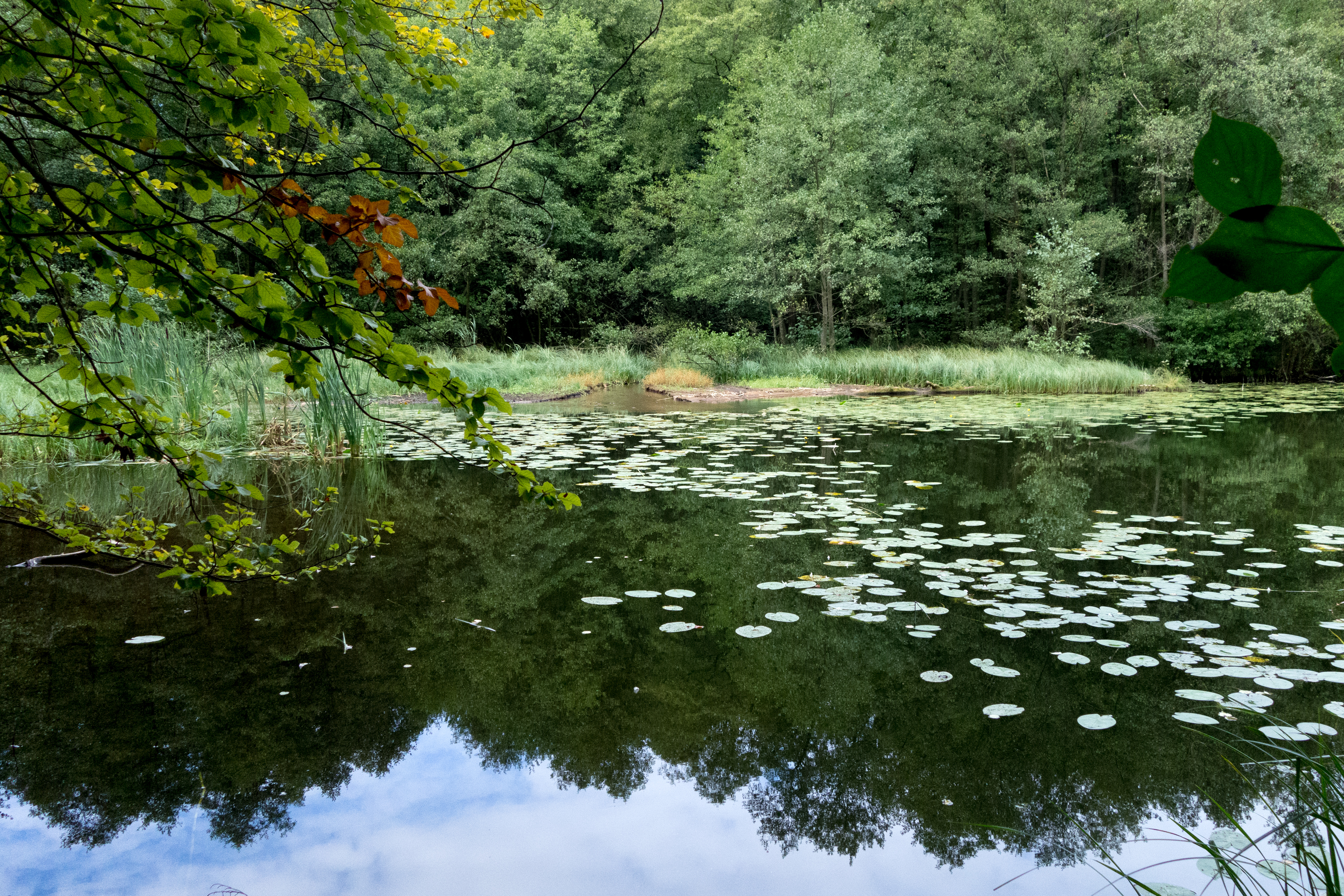
Jezioro Lubniewsko, ujście Czerwonego Potoku
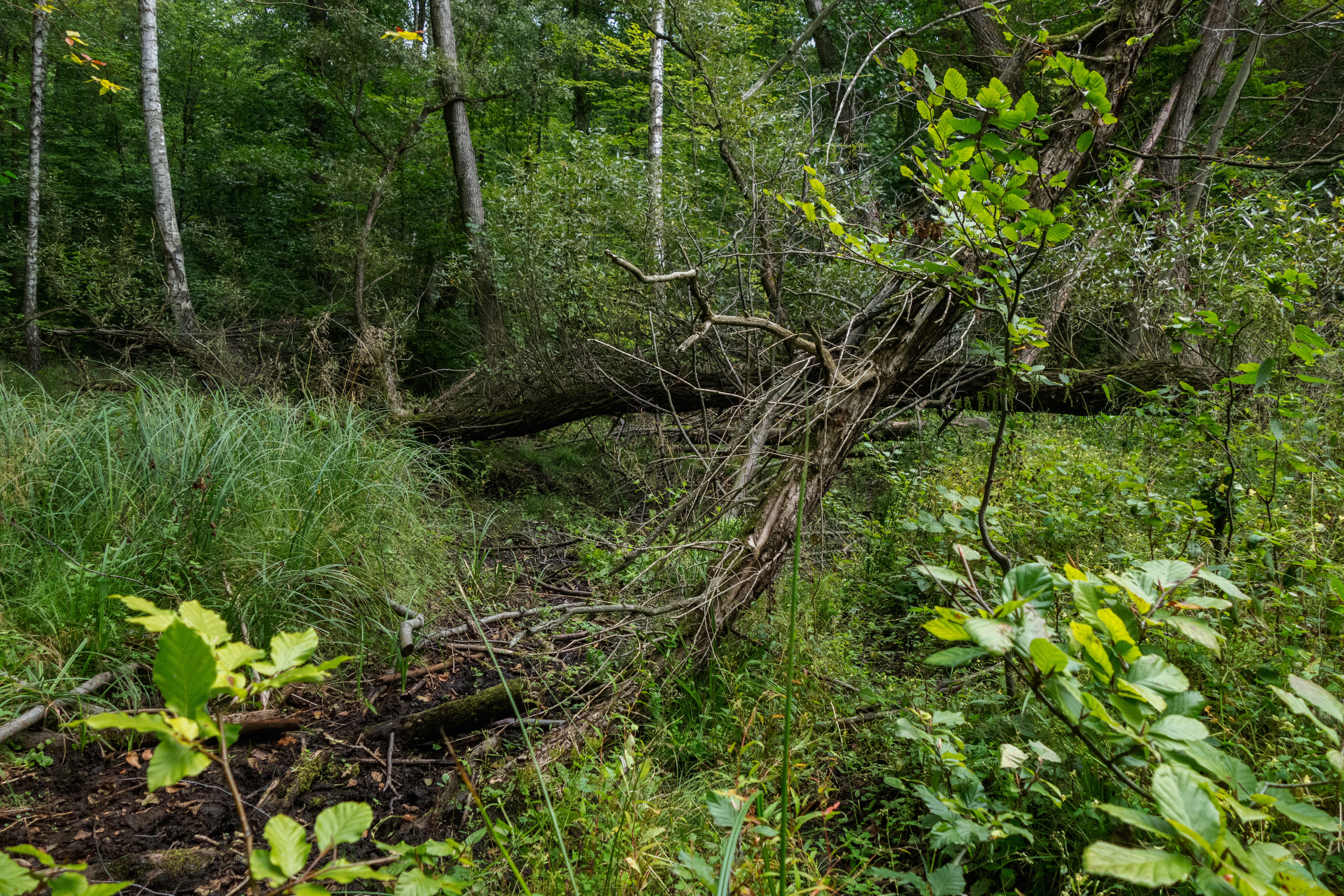
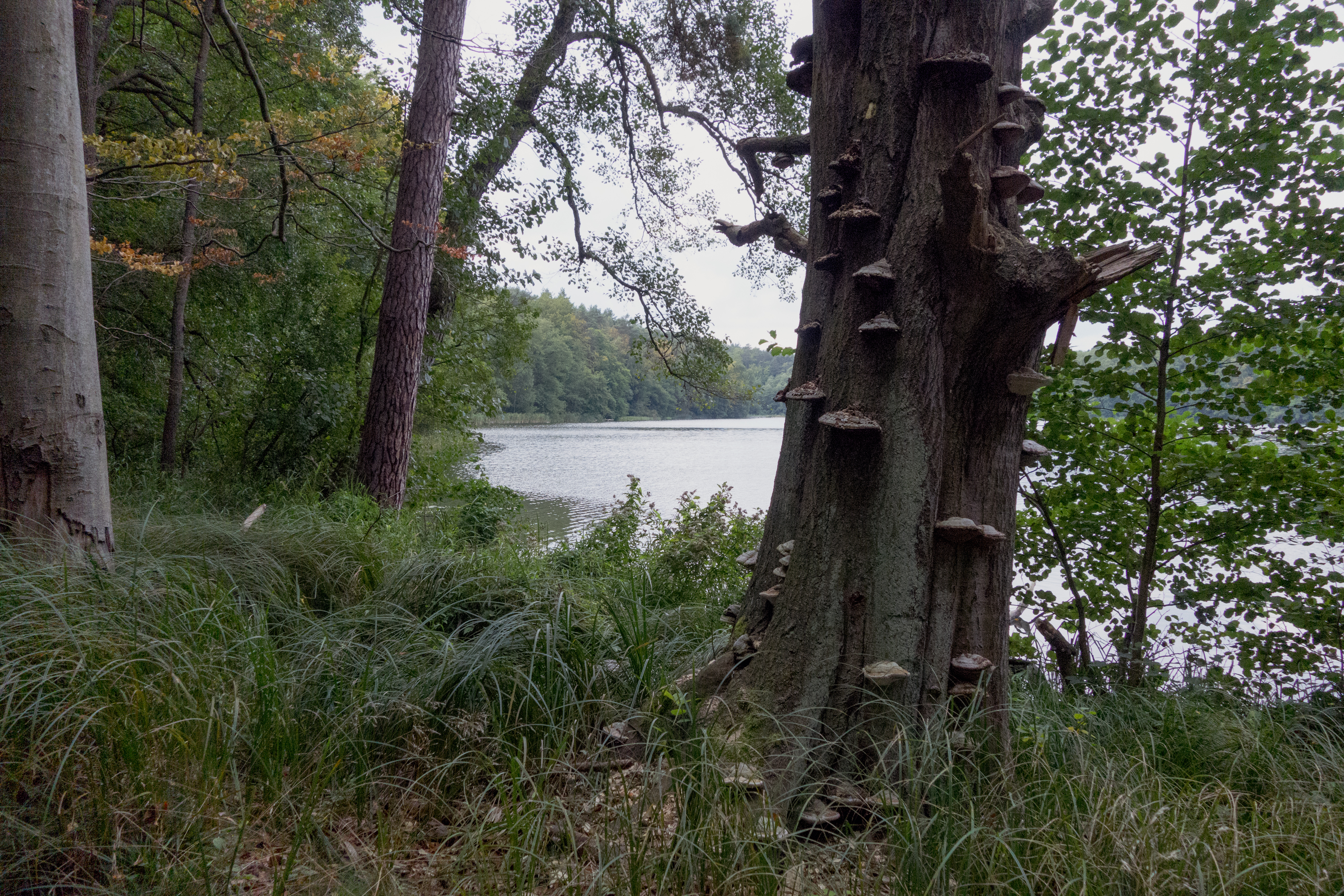
Jezioro Lubniewsko
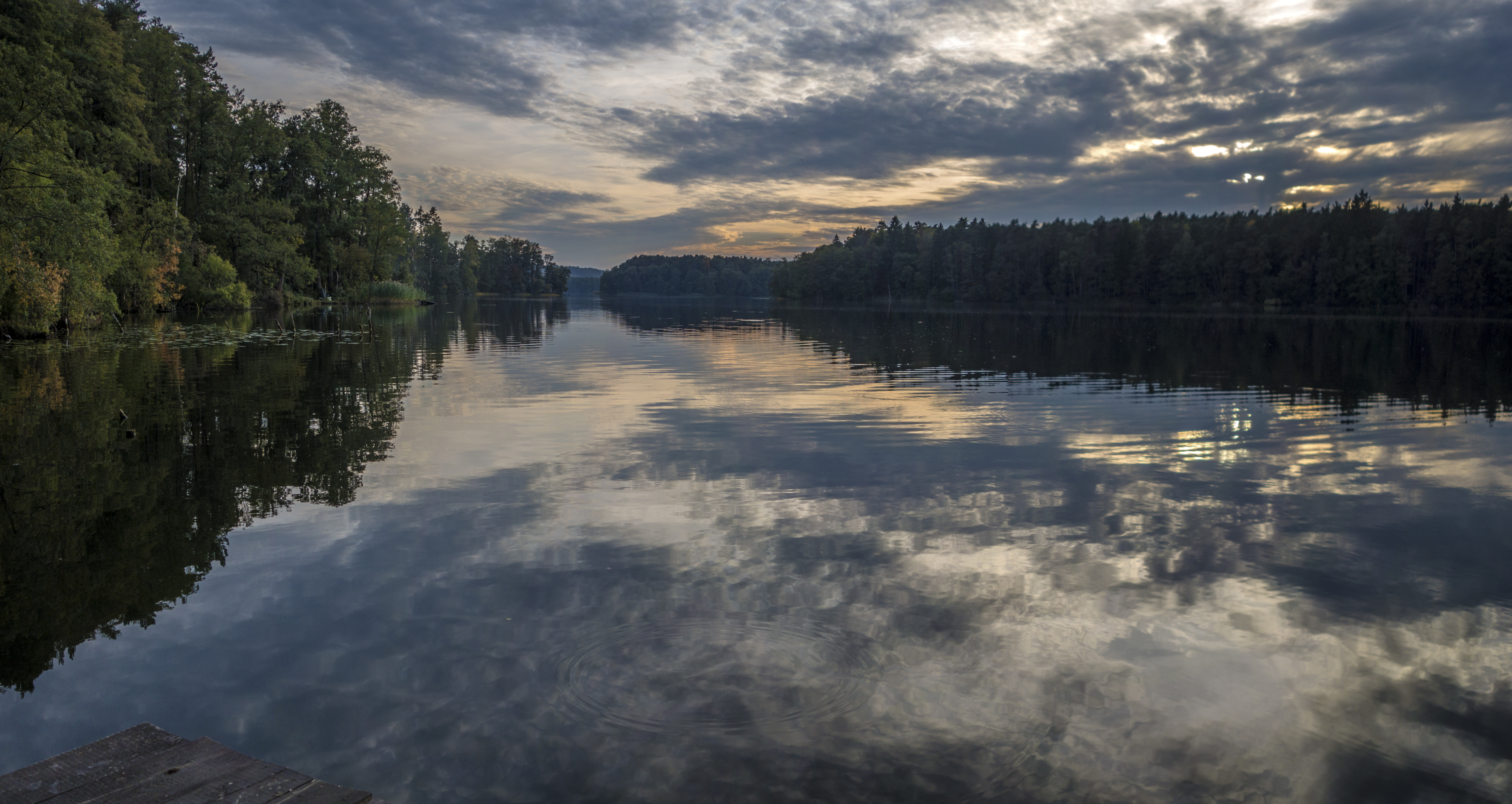

Uroczysko Lubniewsko – grzyby
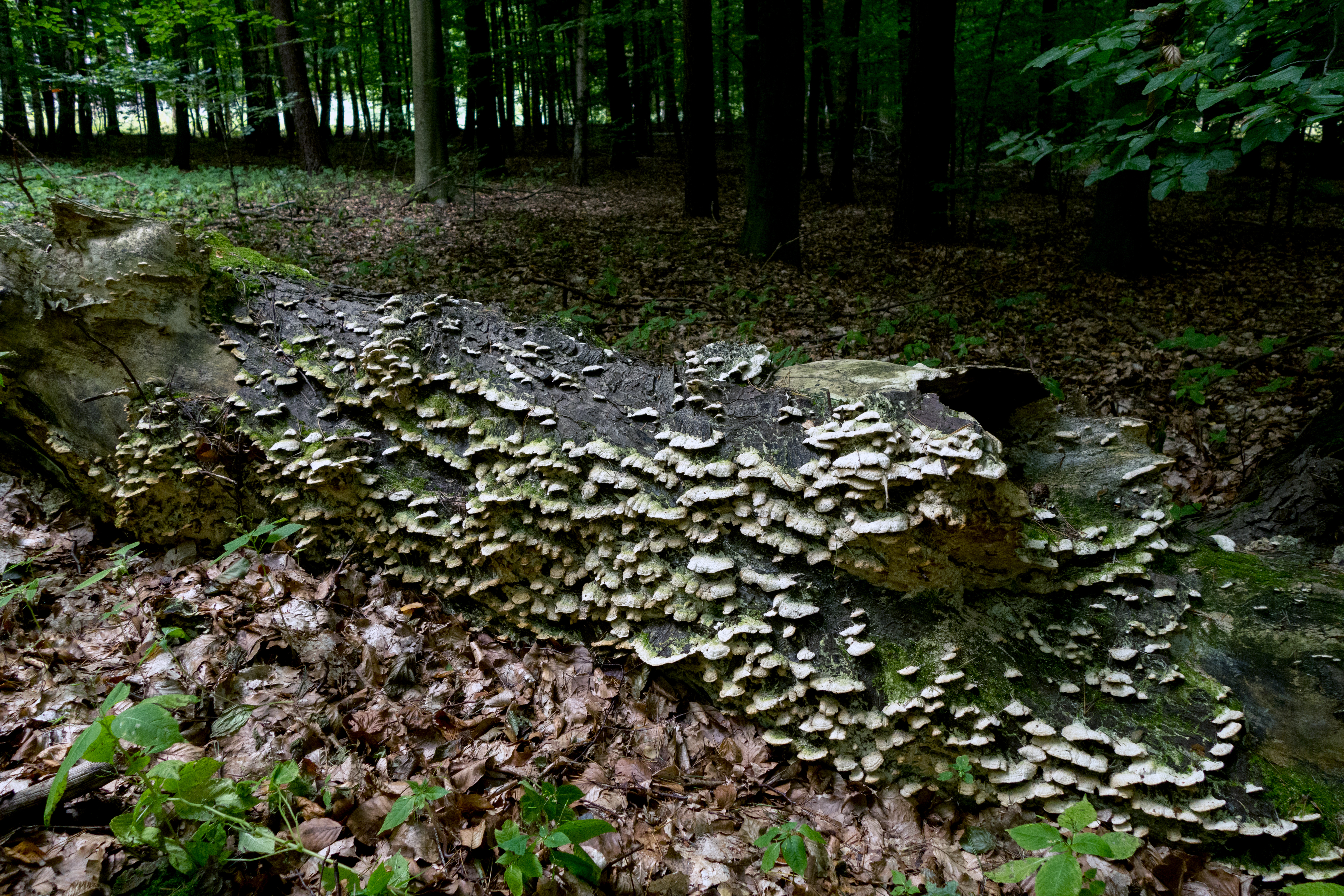
Na starym buku
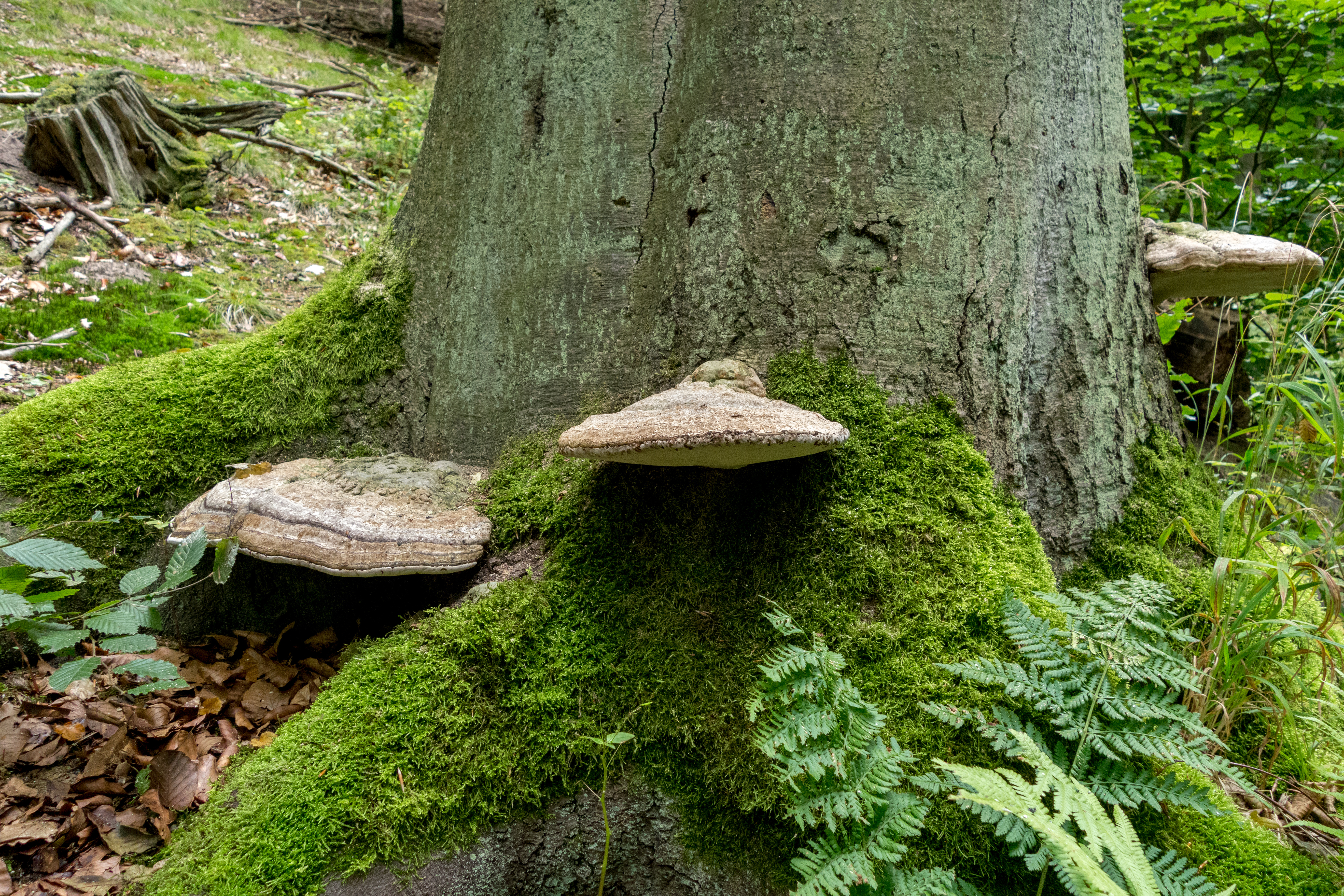
Hubiaki pospolite
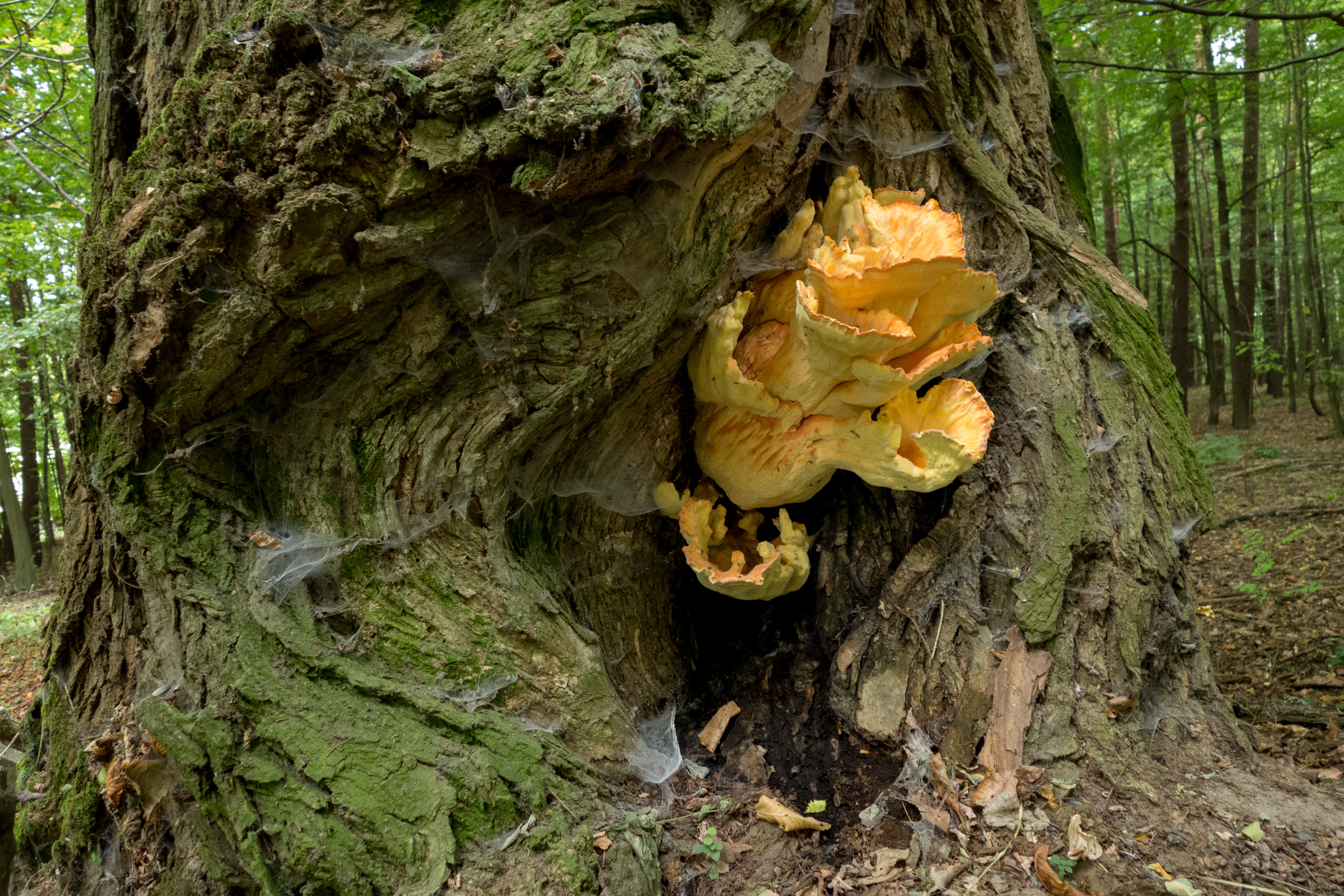
Żółciak siarkowy na starej robinii
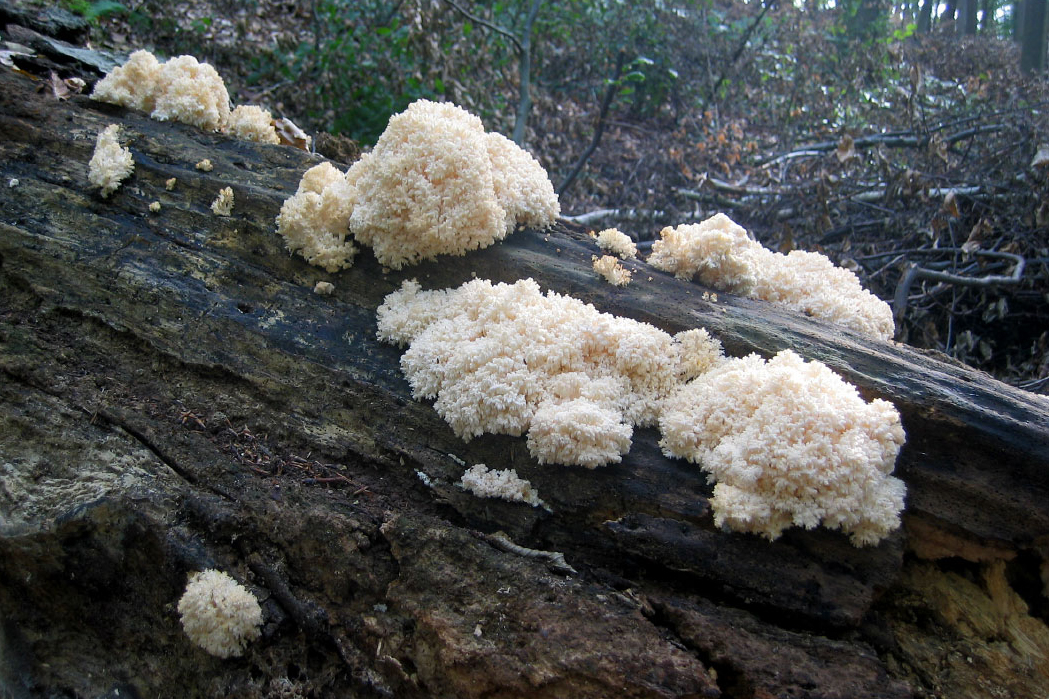
Soplówka bukowa (koralowa)
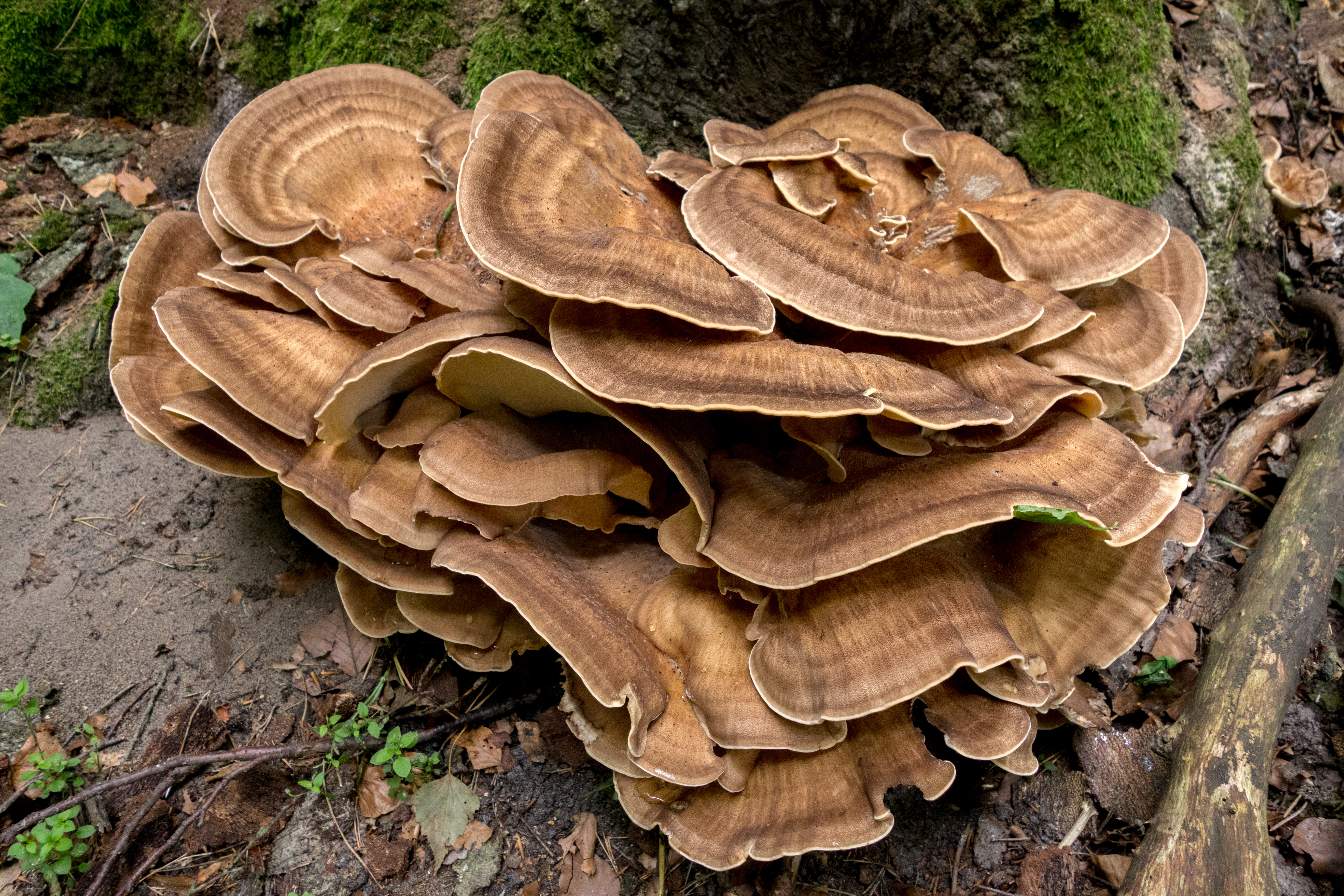
Flagowiec olbrzymi
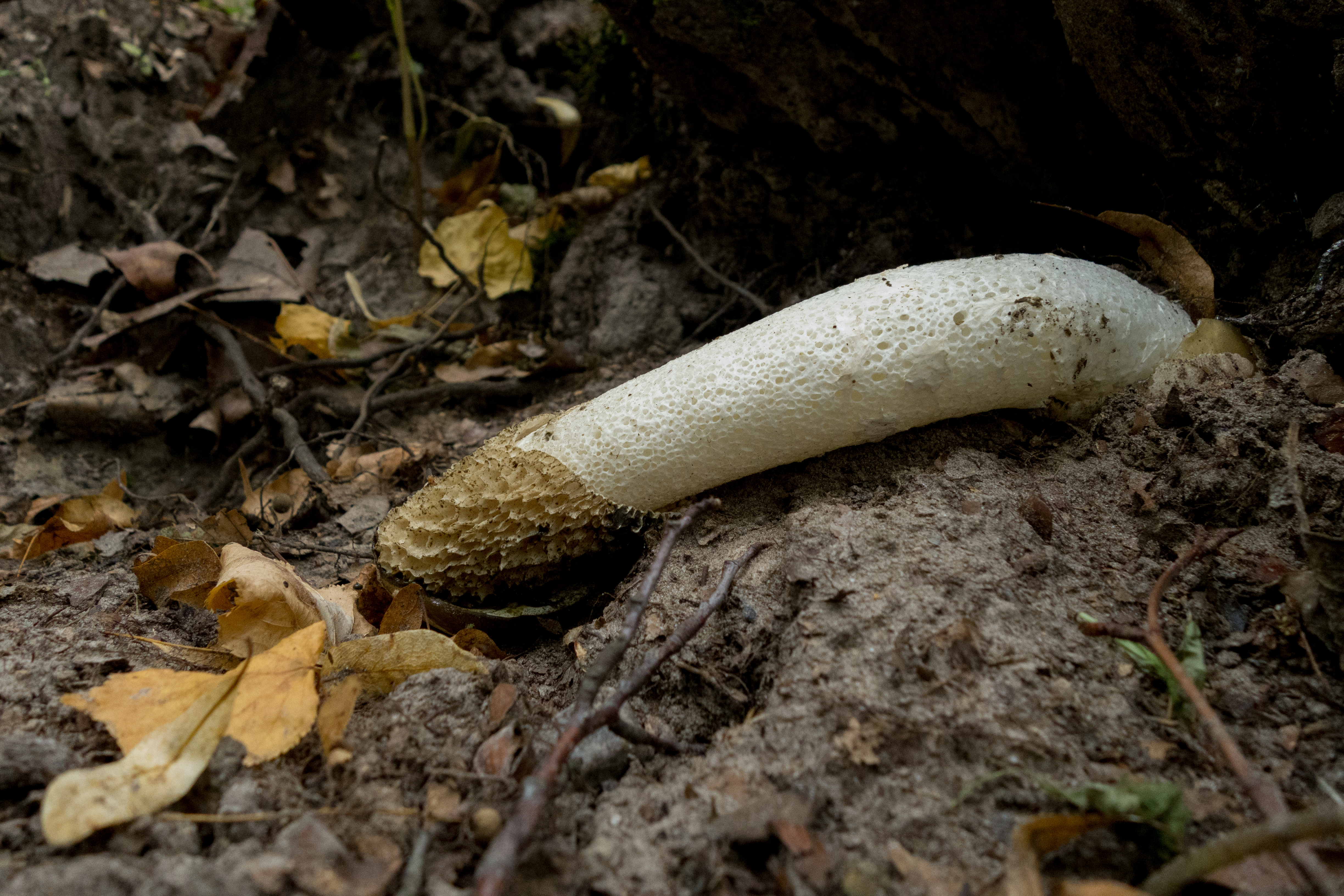
Sromotnik bezwstydny